# Baixo Parnaíba Piauiense
Baixo Parnaíba Piauiense is een van de 15 microregio's van de Braziliaanse deelstaat Piauí. Zij ligt in de mesoregio Norte Piauiense en grenst aan de microregio's Baixo Parnaíba Maranhense (MA), Campo Maior, Chapadinha (MA), Coelho Neto (MA), Litoral Piauiense en Teresina. De microregio heeft een oppervlakte van ca. 12.494 km². In 2006 werd het inwoneraantal geschat op 319.885.
Achttien gemeenten behoren tot deze microregio:
- Barras
- Batalha
- Boa Hora
- Brasileira
- Cabeceiras do Piauí
- Campo Largo do Piauí
- Esperantina
- Joaquim Pires
- Joca Marques
- Luzilândia
- Madeiro
- Matias Olímpio
- Miguel Alves
- Morro do Chapéu do Piauí
- Nossa Senhora dos Remédios
- Piripiri
- Porto
- São João do Arraial

Mesoregio's: Centro-Norte Piauiense · Norte Piauiense · Sudeste Piauiense · Sudoeste Piauiense

Microregio's: Alto Médio Canindé · Alto Médio Gurguéia · Alto Parnaíba Piauiense · Baixo Parnaíba Piauiense · Bertolínia · Campo Maior · Chapadas do Extremo Sul Piauiense · Floriano · Litoral Piauiense · Médio Parnaíba Piauiense · Picos · Pio IX · São Raimundo Nonato · Teresina · Valença do Piauí